# Here I Am (álbum de Marion Raven)
Here I Am es un álbum pop rock, realizado en solitario por el exmiembro del grupo M2M Marion Raven (cuyo nombre real es: Marion Elise Raven). El álbum se publicó a mediados de 2005. Para su composición, Raven se inspiró en diferentes aspectos de su vida como la angustia, el desamor y la búsqueda de su verdadera identidad en un siempre cambiante paisaje pop. 
Raven escribió todas las canciones (excepto por Break You) en colaboración con varios músicos conocidos. Cada canción cuenta con dos guitarras acústicas y una eléctrica, un piano y una voz de fondo. Raven habló de "13 Days" y otras canciones de "Here I Am" en una entrevista en 2005: 
«"13 Days" habla acerca de un muchacho danés que conocí. Él vino y me visitó en Noruega en la casa de mi padre antes de que yo llegara a conocerlo bien, él estuvo allí durante trece días, aquello no estaba bien, no teníamos nada de que hablar, fue realmente aburrido y me sentía como si estuviera atrapada en mi propia casa y el día en que él se iba a casa destrozó mi coche, mi papá tuvo que  ir a recogerlos, luego casi perdió su vuelo, y desde entonces no he oído una palabra de él, no hay mensajes de correo electrónico ni nada, he escrito tres canciones sobre esos trece días, tres canciones sobre el mismo tipo, espero que al menos compre mi disco».
El álbum debutó en el puesto número 6 en su país natal, Noruega, y en el puesto número 1 en Japón,  también siendo bien recibido en países como Tailandia, Singapur, Malasia y Filipinas e incluso en México junto otros países latinoamericanos como Chile y Venezuela. Raven fue en una gira por países del sudeste asiático para promover el álbum a finales de 2005, sin embargo, la falta de promoción de parte de Atlantic Records y las demoras en la edición del álbum en los EE. UU. llevaron a Raven a abandonar la compañía discográfica. 
El álbum fue lanzado en los EE.UU en 2007 con un título y "tracklist" diferentes, Set Me Free, la incorporación de nuevas y viejas canciones, incluyendo una versión acústica de "Let Me Introduce Myself" y la versión regrabada de "Heads Will Roll", que precedió al álbum en octubre de 2006, como parte del "Heads Will Roll (EP)".

## Sencillos
- "End of Me" fue el primer sencillo del álbum que se publicó exclusivamente en el Sudeste de Asia. Con esta canción se alcanzó el # 4 en MTV Asia vídeo hit y fue una canción que siempre se mantuvo dentro de los primeros 10 en Malasia, Taiwán y Singapur, el vídeo fue grabado en Taipéi,Taiwán.

- "Break You" fue lanzado en México, Japón y Noruega. Fue # 1 en Japón e Indonesia, y reclamó el lugar # 9 en su natal Noruega, en México y América Latina el vídeo permaneció por varias semanas entre los 10 más populares a través de MTVLA, dicho vídeo fue grabado en Los Ángeles, California entre una perrera y un club de desnudistas, curiosamente a la par de la grabación de este vídeo también fue grabado el vídeo musical de 'Here I Am'.

- "Here I Am" es el título del álbum y de una pista, que fue el tercer sencillo, que solo fue oficialmente lanzado en Noruega, en la misma época que "Break You" fue lanzado mundialmente, Raven realizó una presentación en vivo de la canción en los Nordic Music Awards del 2005 alternando el escenario con la cantante Shakira que interpretó su éxito "Don't Bother". El vídeo musical de "Here I Am" presentó imágenes del abuelo de Raven cuando era joven.

- "Little By Little", la quinta pista del álbum, y cuarto sencillo del álbum, fue lanzado como un sencillo exclusivo para Asia, donde Raven es considerada como un icono del Rock moderno, el sencillo fue muy bien recibido a pesar de que no contó con vídeo musical.

## Canciones
| #   | Título                                                   | Autor(es)                                                              | Duración |
| --- | -------------------------------------------------------- | ---------------------------------------------------------------------- | -------- |
| 1.  | "End of Me"                                              | Marion Raven, Max Martin, Rami                                         | 4:29     |
| 2.  | "Here I Am"                                              | Marion Raven, Max Martin , Rami                                        | 3:49     |
| 3.  | "Break You"                                              | Max Martin, Dr. Luke                                                   | 3:09     |
| 4.  | "Crawl"                                                  | Marion Raven, Danielle Brisebois, Jimmy Harry                          | 3:48     |
| 5.  | "Little By Little"                                       | Marion Raven, Max Martin, Rami, Peter Svensson                         | 4:00     |
| 6.  | Get Me Out Of Here                                       | Marion Raven, Greg Kurstin, Richie Andruska, John Morris, Jamie Siegel | 3:30     |
| 7.  | "13 Days"                                                | Marion Raven, Chantal Kreviazuk, Raine Maida                           | 3:07     |
| 8.  | "For You I'll Die"                                       | Marion Raven                                                           | 3:42     |
| 9.  | "Let Me Introduce Myself"                                | Marion Raven                                                           | 3:42     |
| 10. | Heads Will Roll                                          | Marion Raven Nikki Sixx, James Michael                                 | 3:16     |
| 11. | "At The End Of The Day" (con Art Alexakis and Everclear) | Marion Raven, Art Alexakis                                             | 4:00     |
| 12. | "Six Feet Under"                                         | Marion Raven, Max Martin, Rami                                         | 3:26     |
| 13. | "Gotta Be Kidding"                                       | Marion Raven, Max Martin, Rami, Camela Leivert                         | 3:47     |
| 14. | "In Spite Of Me"                                         | Marion Raven, Max Martin, Rami, Alexandra.                             | 4:16     |
|     | Bonus Tracks para Japón:                                 |                                                                        |          |
| 15. | "Surfing The Sun"                                        | Marion Raven, Nikki Sixx                                               | 3:52     |
| 16. | "There I Said It"                                        | Marion Raven, Max Martin, Rami                                         | 3:47     |

- La Edición Limitada para Taiwán con DVD fue lanzada en 2006. Se contó con el vídeo musical de "End of Me" y el 'making of' del mismo.
- La edición limitada para Japón con DVD fue lanzada en 2006, se contó con los vídeos musicales de "Break You" y "Here I Am".
- Se incluyeron "Surfing The Sun" y "There I Said It" como bonus tracks en la edición especial del álbum de Japón.
- Algunas canciones que no entraron en el corte final del álbum son "Gutter", "Have Mercy", "Get Over Me", "Breaking Stone", "Bittersweet" y "Disconnected", siendo que esta fue finalmente grabada por la cantante estadounidense Lindsay Lohan para su álbum debut Speak.

## Recepción
El álbum vendió más de 135.000 copias en Asia a pocas semanas de la fecha en que fue puesto en venta.
En la versión en línea del periódico de Singapur, el comentarista de música Nu-Wen escribió: "Su música es más sentida y honesta que otras cantantes punk-pop, realmente no cayó en la trampa de un álbum comercial. 
En su gira "Here I Am" a través de Asia, Japón y Escandinavia, MTV Asia elogió a Raven por tener una voz de asertiva y un show "vengativo" pero aún positivo y melodías con un fuerte respaldo de radio, favorable en el ambiente pop-rock. 
A finales de 2005, los sencillos de Raven "End of Me" y "Break You" se encontraban en # 54 y # 69 respectivamente en MTV Asia finales de año en la cuenta regresiva del top 100, con "End of Me" pelea con canciones como "Ghost Of You" (# 57) y "Misunderstood" (# 58), por My Chemical Romance y Robbie Williams, respectivamente.